# Эберт, Алекс
Алекс Эберт (англ. Alex Ebert) — американский певец, композитор, музыкант. Вокалист и автор песен для групп Ima Robot и Edward Sharpe and the Magnetic Zeros. В 2014 году получил премию «Золотой глобус» за лучшую музыку к фильму «Не угаснет надежда».

## Фильмография
Как композитор
- 2014 — Самый жестокий год / A Most Violent Year
- 2014 — Меню / Feast …
- 2013 — Не угаснет надежда / All Is Lost
- 2012 — Dario
- 2009 — My Big Break

## Дискография
Совместно с Ima Robot
- Ima Robot (2003)
- Monument to the Masses (2006)
- Another Man's Treasure (2010)

Совместно с Edward Sharpe and the Magnetic Zeros
- Here Comes EP (2009)
- Up from Below (2009)
- Here (2012)
- Edward Sharpe and the Magnetic Zeros (2013)

Сольная карьера
- Alexander (2011)